# Aignay-le-Duc
Aignay-le-Duc és un municipi francès, situat al departament de la Costa d'Or i a la regió de Borgonya - Franc Comtat. L'any 2007 tenia 365 habitants.

## Demografia

### Població
El 2007 la població de fet d'Aignay-le-Duc era de 365 persones. Hi havia 183 famílies, de les quals 78 eren unipersonals (39 homes vivint sols i 39 dones vivint soles), 61 parelles sense fills, 35 parelles amb fills i 9 famílies monoparentals amb fills.
La població ha evolucionat segons el següent gràfic:
Habitants censats

### Habitatges
El 2007 hi havia 256 habitatges, 183 eren l'habitatge principal de la família, 43 eren segones residències i 30 estaven desocupats. 224 eren cases i 31 eren apartaments. Dels 183 habitatges principals, 127 estaven ocupats pels seus propietaris, 48 estaven llogats i ocupats pels llogaters i 9 estaven cedits a títol gratuït; 7 tenien una cambra, 12 en tenien dues, 44 en tenien tres, 45 en tenien quatre i 76 en tenien cinc o més. 98 habitatges disposaven pel capbaix d'una plaça de pàrquing. A 86 habitatges hi havia un automòbil i a 53 n'hi havia dos o més.

### Piràmide de població
La piràmide de població per edats i sexe el 2009 era:
| Homes | Edats   | Dones |
| ----- | ------- | ----- |
| 0     | 95 o +  | 0     |
| 0     | 90 a 94 | 4     |
| 8     | 85 a 89 | 4     |
| 8     | 80 a 84 | 0     |
| 0     | 75 a 79 | 16    |
| 12    | 70 a 74 | 4     |
| 16    | 65 a 69 | 20    |
| 16    | 60 a 64 | 12    |
| 12    | 55 a 59 | 12    |
| 12    | 50 a 54 | 4     |
| 16    | 45 a 49 | 8     |
| 12    | 40 a 44 | 16    |
| 8     | 35 a 39 | 8     |
| 16    | 30 a 34 | 24    |
| 20    | 25 a 29 | 16    |
| 8     | 20 a 24 | 4     |
| 16    | 15 a 19 | 16    |
| 12    | 10 a 14 | 20    |
| 4     | 5 a 9   | 16    |
| 8     | 0 a 4   | 4     |

## Economia
El 2007 la població en edat de treballar era de 201 persones, 151 eren actives i 50 eren inactives. De les 151 persones actives 140 estaven ocupades (73 homes i 67 dones) i 12 estaven aturades (3 homes i 9 dones). De les 50 persones inactives 20 estaven jubilades, 9 estaven estudiant i 21 estaven classificades com a «altres inactius».

### Ingressos
El 2009 a Aignay-le-Duc hi havia 167 unitats fiscals que integraven 341 persones, la mediana anual d'ingressos fiscals per persona era de 15.595 €.

### Activitats econòmiques
Dels 33 establiments que hi havia el 2007, 1 era d'una empresa extractiva, 1 d'una empresa alimentària, 8 d'empreses de comerç i reparació d'automòbils, 5 d'empreses de transport, 2 d'empreses d'hostatgeria i restauració, 1 d'una empresa d'informació i comunicació, 2 d'empreses financeres, 3 d'empreses immobiliàries, 5 d'empreses de serveis, 3 d'entitats de l'administració pública i 2 d'empreses classificades com a «altres activitats de serveis».
Dels 11 establiments de servei als particulars que hi havia el 2009, 1 era una oficina d'administració d'Hisenda pública, 1 gendarmeria, 1 oficina de correu, 2 oficines bancàries, 1 taller de reparació d'automòbils i de material agrícola, 1 perruqueria, 2 veterinaris, 1 restaurant i 1 agència immobiliària.
Dels 3 establiments comercials que hi havia el 2009, 1 era una gran superfície de material de bricolatge, 1 una botiga de menys de 120 m² i 1 una fleca.
L'any 2000 a Aignay-le-Duc hi havia 9 explotacions agrícoles que ocupaven un total de 2.070 hectàrees.

## Equipaments sanitaris i escolars
L'únic equipament sanitari que hi havia el 2009 era una farmàcia.
El 2009 hi havia 1 escola maternal i 1 escola elemental.

## Poblacions més properes
El següent diagrama mostra les poblacions més properes.